# شرکت علوم و فناوری هوافضای چین
شرکت علوم و فناوری هوافضای چین (انگلیسی: China Aerospace Science and Technology Corporation) به اختصار سی‌ای‌اس‌سی (CASC) پیمانکار اصلی برنامه فضایی چین است. این شرکت متعلق به دولت است و دارای تعدادی از نهادهای زیرمجموعه‌ای می‌باشد که طراحی، توسعه و ساخت طیف وسیعی از فضاپیماها، وسیله پرتاب، سیستم‌های موشکی استراتژیک و تاکتیکی و تجهیزات زمینی را انجام می‌دهند. این شرکت قبل‌تر یکی از شرکت‌های فضایی چین بود اما به‌طور رسمی در ژوئیه سال ۱۹۹۹ به عنوان بخشی از اصلاحات دولت چین تأسیس شد. البته پیشینه آن به سال ۱۹۵۶ بازمی‌گردد.